# Compás y regla (software)
C.a.R.– Compás y Regla (también conocido como Z.u.L., en alemán «Zirkel und Lineal») es un software de geometría interactiva con código libre y abierto que puede hacer geometrías Euclidianas y no euclidianas.
El software está basado en Java.
El autor es René Grothmann de la Universidad católica de Eichstätt-Ingolstadt.
Está autorizado bajo los términos del GNU Licencia Pública General (GPL).